# El Pósito de Linares
El Posito, antiguo edificio del siglo XVIII totalmente rehabilitado, es actualmente un espacio turístico y expositivo en el que descubrir la esencia del municipio de Linares, situado en la provincia de Jaén (España). El centro recoge toda la historia y el patrimonio cultural de la ciudad, donde la Minería, y el Arte del Toreo y del Flamenco tienen un lugar destacado mostrando de forma espectacular a los principales representantes linarenses del talento y la creatividad artística.

## Adecuación y rehabilitación
En las obras de rehabilitación se ha tratado de recuperar la estructura original del edificio, dejando constancia de los distintos usos que ha tenido a lo largo de su historia. Terminado de construir en el año 1757 con destino a pósito de grano, se utilizó también como cárcel del partido judicial un siglo después hasta que fue clausurada como tal en 1967. Tras albergar el Centro de Educación Especial, el edificio quedó sin utilización, lo que provocó su acelerado deterioro.

## Áreas
Este edificio aglutina la historia y el patrimonio cultural de la ciudad, teniendo la minería y el arte del toreo y del flamenco un lugar destacado "mostrando a los principales representantes linarenses del talento y de la creatividad artística".
El Museo de Raphael está integrado por la colección personal que este artista linarense ha cedido a la ciudad y que cuenta con numerosas piezas y documentos personales de toda su trayectoria artística, incluyendo mobiliario, trajes, discos y premios.
Además, el Centro de Interpretación de la ciudad dispone de diferentes espacios que se han dividido en cuatro áreas temáticas. La primera es 'Historia y Patrimonio', que muestra un recorrido por la historia de Linares desde sus orígenes hasta la actualidad; la segunda es 'Evolución Urbana', integrada por una instalación multimedia que enseña cómo se ha desarrollado el municipio.
La tercera área es 'Linares, leyenda del toreo' en la que el visitante se verá inmerso en una proyección y se enfrentará a seis módulos expositivos sobre este tema y la cuarta área es 'Linares, cuna de la Taranta', un espacio "lleno de emoción y sentimiento, donde el visitante te encuentra bajo el vuelo de unos mantones multimedia que le llevarán a conocer el duende de este arte'.